# ناميريكاوا (توياما)
مدينة ناميريكاوا (بالإنجليزية: Namerikawa)‏ هي أحد المدن التابعة لمحافظة توياما. تأسست رسميًا في 01/03/1954. ويقدر عدد سكانها بـ 33789 نسمة حسب تقدير مكتب الإحصاء الياباني لعام 2012. تبلغ مساحة ناميريكاوا 54.61 كم2. بكثافة سكانية تبلغ 619 نسمة/كم2.